# Нова Чортория
Нова́ Чортори́я — село в Україні, у Житомирському районі Житомирської області. Входить до складу Любарської селищної громади. Населення становить 1200 осіб.

## Історія
У 1906 році — містечко Новочарторійської волості Новоград-Волинського повіту Волинської губернії. Відстань від повітового міста 66 верст. Дворів 277, мешканців 1991.

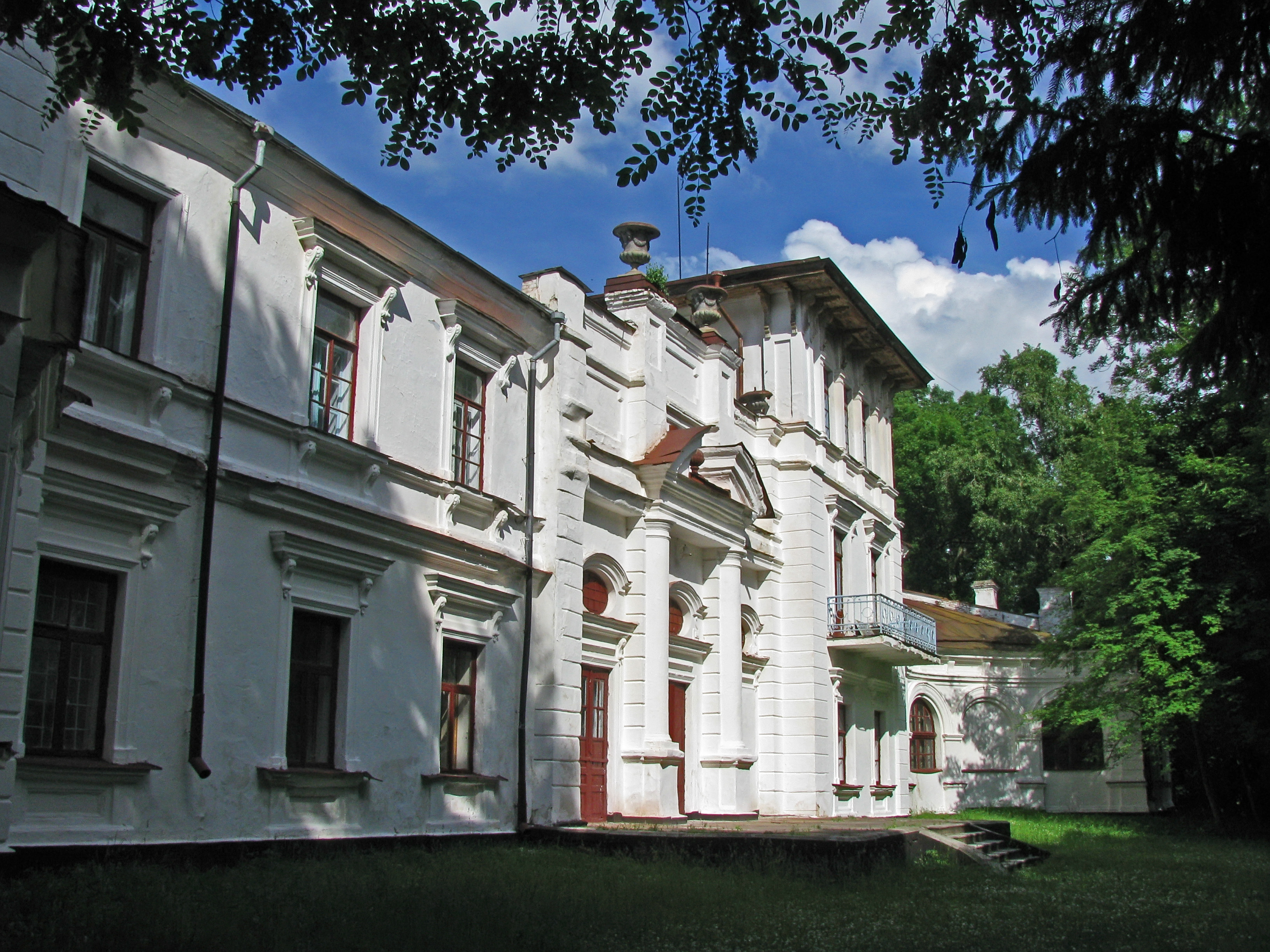
Палац Прушинських-Оржевських

З 29 листопада по 6 грудня 1919 року у Новій Чорториї стояв Кінний полк Чорних Запорожців Армії УНР. Звідси він виступив у Перший зимовий похід.

## Населення

### Мова
Розподіл населення за рідною мовою за даними перепису 2001 року:
| Мова            | Кількість | Відсоток |
| --------------- | --------- | -------- |
| українська      | 1853      | 98.25 %  |
| російська       | 29        | 1.53 %   |
| білоруська      | 2         | 0.11 %   |
| інші/не вказали | 2         | 0.11 %   |
| Усього          | 1886      | 100 %    |

## Соціальна інфраструктура
- Загальноосвітня школа І-ІІІ ступенів
- Новочорторийський технолого-економічний фаховий коледж

## Пам'ятки

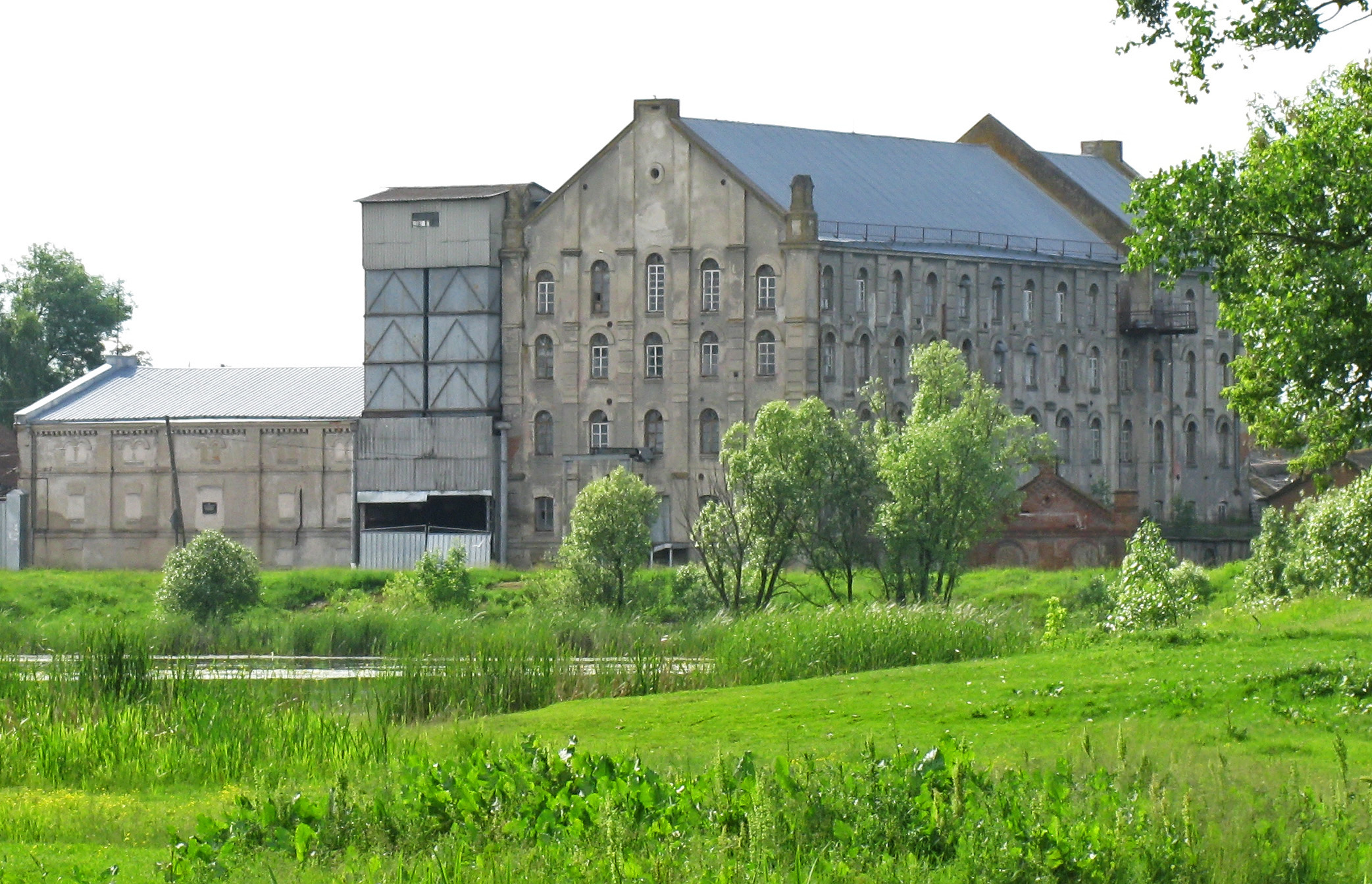
Мурований паровий млин

- Палац польських шляхтичів Прушинських
- Новочорторийський парк площею понад 70 гектарів
- Церква, побудована на початку XX ст. Вона стала усипальнею генерала Петра Оржевського
- Чи не найбільший на свій час паровий млин.
- Новочорторийський замок